# Springmeeräsche
Die Springmeeräsche (Liza saliens), auch als Kleine Meeräsche bezeichnet, ist eine Art der Familie Meeräschen und eine der 20 Arten der Gattung Liza. Diese Art ist im östlichen Atlantik, besonders vor der Küste Frankreichs und Marokkos, im Mittelmeer, im Schwarzen Meer sowie im Asowschen Meer heimisch ist. Sie wurde in den Iran eingeführt und ist nun auch im Kaspischen Meer heimisch.
Durchschnittlich werden diese Fische ca. 30 Zentimeter groß und maximal 45 Zentimeter lang. Sie erreichen ein Gewicht von ca. 1,2 Kilogramm.

## Lebensweise
Diese Fische leben in Küstennähe im Brackwasser und in Mündungen, wo sie kleine Schwärme bilden und nach Nahrung suchen. Als Pflanzenfresser filtrieren sie Plankton aus dem Wasser. Erwachsene Fische können auch Algen und Detritus fressen. Sie laichen im Sommer und Jungtiere die eine Größe von maximal 3 Zentimetern erreicht haben, ernähren sich ausschließlich von Plankton. Wenn die Tiere eine Größe von ca. 5 Zentimetern erreicht haben, fressen sie auch andere kleine Organismen.

## Bedeutung für den Menschen
Springmeeräschen sind beliebte Speisefische, die im offenen Meer gefangen und auch in Aquakultur gehalten werden. Man fängt sie mit Kiemennetzen und sie werden kommerziell genutzt. Man kann sowohl die Eier als auch das Fleisch verwerten. Das Fleisch des Fisches findet man am Markt, primär gebraten oder gegrillt.

## Belege
1. 1 2 3 4  Antal Vida: 365 Fische; Tandem Verlag 2006, ISBN 3-8331-2070-3, Seite 195.
2. 1 2 3  Springmeeräsche auf Fishbase.org (englisch)